# Municipalitatea Prosotsani

Primăria din orașul Prosotsani

Municipalitatea Prosotsani este o municipalitate din regiunea Macedonia de Est și Tracia care a fost înființată în 2011 cu Programul Kallikratis. A rezultat din fuziunea municipalităților preexistente Prosotsani și Sitagre. Suprafața municipalității este de 482,77 kmp iar populația sa permanentă este de 10.739 de locuitori conform recensământului din 2021.  Sediul municipalității este orașul Prosotsani.

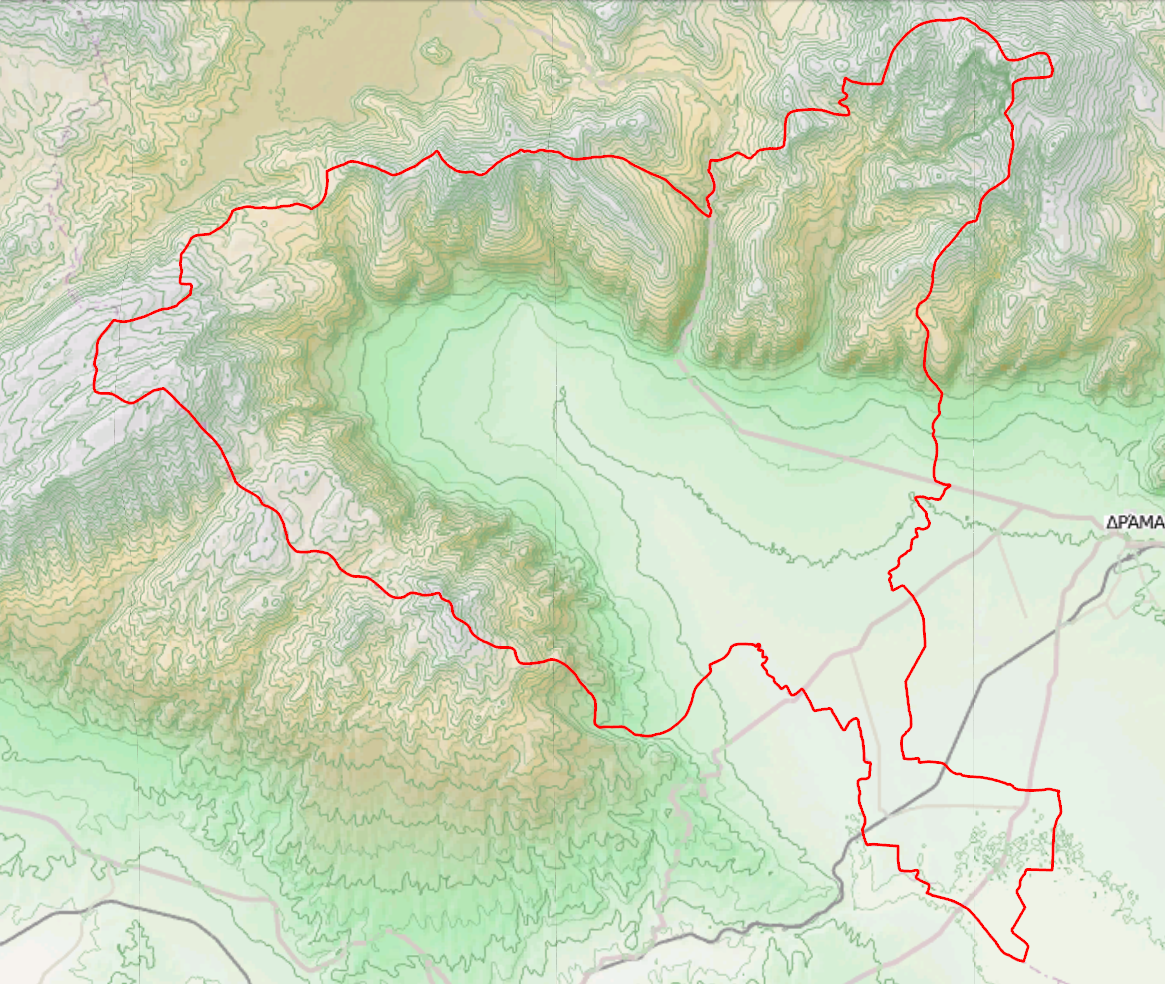
Harta topografică a municipalității Prosotsani